# Copidocephala viridiguttata
Copidocephala viridiguttata är en insektsart som beskrevs av Stsl 1869. Copidocephala viridiguttata ingår i släktet Copidocephala och familjen lyktstritar. Inga underarter finns listade i Catalogue of Life.